# Barlangrajz

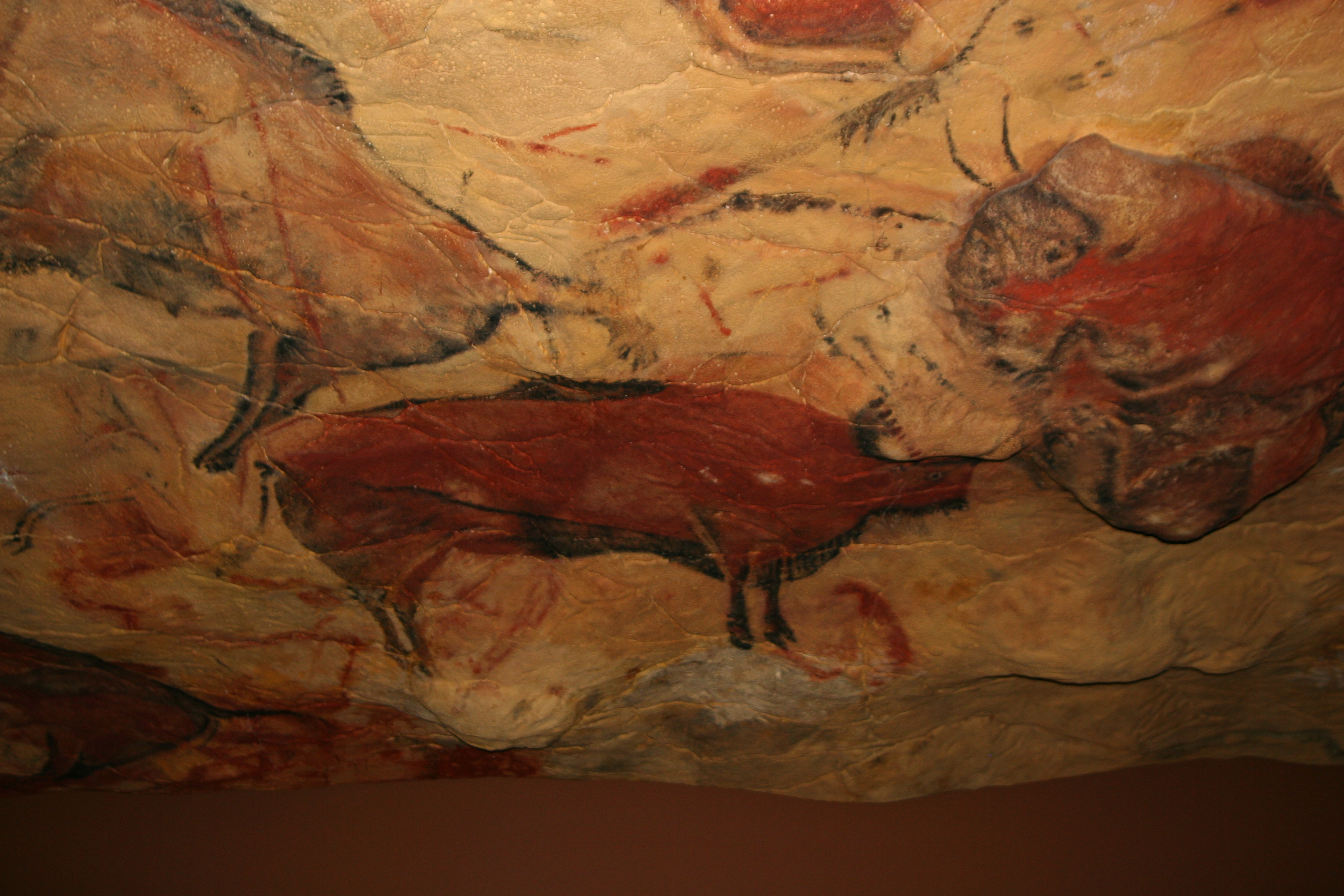
Bölényábrázolás reprodukciója az Altamira-barlangból (Spanyolország)

A barlangrajz vagy barlangfestmény az őskori művészetnek a termékenységistennők szobrai mellett leghíresebb, legismertebb emléke. A késő jégkor utolsó szakaszában, a körülbelül 40 000 éve kezdődő időszaktól keletkezett barlangfestmények, karcolt rajzok egészen az i. e. 10. évezredig jellemzőek voltak. A barlangfestmények Andalúziától egészen a Bajkál-tóig terjednek, legsűrűbben Franciaország és Spanyolország barlangjaiban fordulnak elő, hiszen a földrajzi adottságok itt kedveztek legjobban a nagy népességsűrűségnek. Az első barlangrajzokat a híres Altamira-barlangban fedezték fel 1879-ben. A vésett vagy festett ábrázolások hitelességét a 20. század elejéig kétségbe vonták, mivel nem tudták, hogy ezeket pontosan mikor, kik és milyen eszközökkel vésték vagy festették a kőzet felszínére.
2014-ben 35 000 éves barlangfestményeket találtak Indonéziában, Dél-Celebeszen, a bantimurungi Maros körzetében. Korábban úgy hitték, hogy a legrégebbi barlangfestményeket az aurignaci kultúra alkotta 32 000-30 000 évvel ezelőtt a mai Franciaország területén, a Chauvet-barlangban és a mai Romániában, a Coliboaia-barlangban. A legkorábbi nem figuratív művészet egy kézlenyomat és mellette egy lemez. Hasonló jellegű festményeket Afrika, Dél-Amerika és Ausztrália egyes vidékein a modern időkig alkottak, habár egyre kevésbé barlangban és egyre inkább külső sziklafalon.
A barlangrajzok nem tekinthetők a lakóhely dekorációjának, mivel a barlangokon belül általában nehezen megközelíthető felületeken helyezték el őket. Egyes elméletek szerint kommunikációra, mások szerint szertartásokra használták. A képek világszerte hasonlóak, fő témájuk az állatok. Az emberek többnyire kézlenyomatként jelennek meg, mégpedig a kéz körülfújásával.

## Elméletek

### A korai elméletek

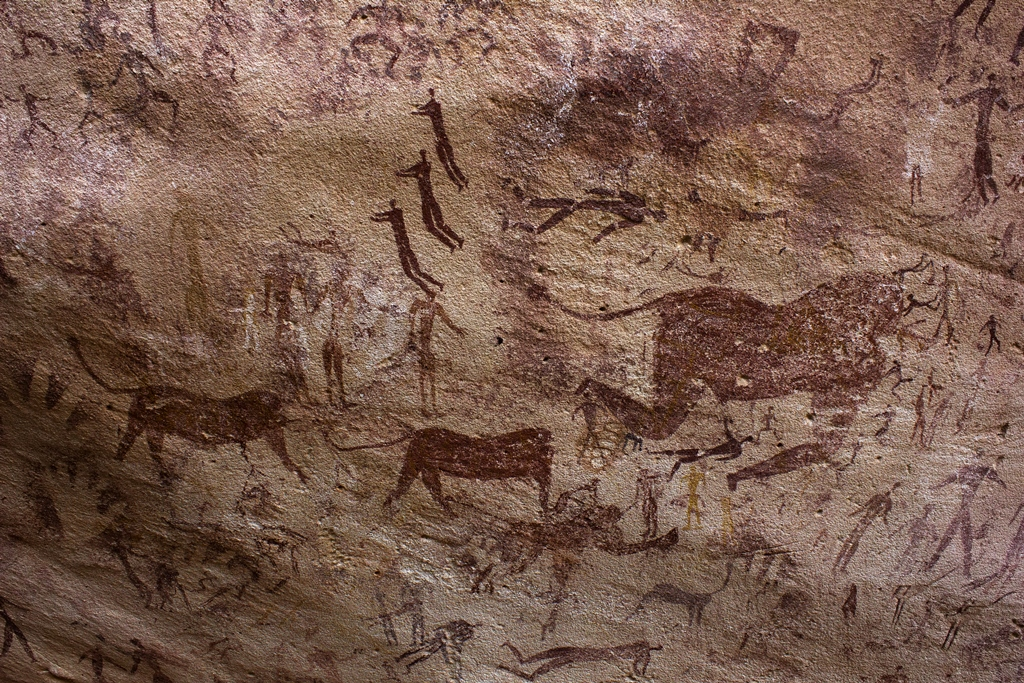
Festmény a vadak barlangjából (Gilf Kebir, Líbiai-sivatag). Becsült kor: 7000 év

A tudósok előtt a kezdetektől nyilvánvaló volt az a tény, hogy a festményekkel díszített barlangokban sohasem laktak. A barlangrajzok értelmezésére már a kutatások kezdetétől több elmélet született. A legelsők egyike a totemhit volt, miszerint az ősember a barlangok állatképeiben totemőseit ábrázolta. Ennek az elméletnek ellentmondanak a néprajzban a világ több részéből ismert törvények, melyek szerint például a totemős tabu volt, tilos megölni és megenni. Az ábrázolt állatok maradványait megtalálták a lakott barlangokban.
A sokáig legelfogadottabb elmélet szerint a festmények a vadászmágiát szolgálták. A vadászat előtt az állatokról rajzot készítettek, és képletesen megölték őket, hogy biztosítsák a vadászat sikerét, hiszen ha valaminek a képmását megsemmisítik, azzal azt is megölik. Ez a hit még a középkori Európában is élt, sőt napjainkban is tovább él a különböző népek vallásában. Ezt az elméletet alátámasztották az állatok testébe rajzolt nyílvesszők és dárdák, és a montespani medveszobor. A medve testét kifaragták, de feje helyére egy medvekoponyát illesztettek, amit meg is találtak a barlangban. A medveszobrot több dárdaszúrás érte.
David Lewis-Williams néprajzi kutatásokat végzett vadász-gyűjtögető közösségekben. Ezek alapján úgy gondolja, hogy a sámán lement a barlangba, révült, majd felrajzolta látomásait, hogy erőt vonjon ki a sziklafalból közössége számára.
A barlangok vallási jelentőségét Jean Clottes úgy magyarázza, hogy azok mélye a túlvilágra vezetett, ahol istenek, szellemek, ősök, halottak laktak, így a barlangokban kapcsolatba lehetett lépni velük. Ezeket a képeket használta kommunikációs eszközként a sámán.
R. Dale Guthrie különböző korú, stílusú festményeket tanulmányozva arra a következtetésre jutott, hogy a festményeket és szobrocskákat fiatal férfiak készítették, akik akkoriban a népesség nagyobb részét képviselték. Azonban francia és spanyol barlangok kézlenyomatait elemezve Dean Snow a Pennsylvania Állami Egyetemről cáfolta az elméletet, mivel egy részük női kéz volt, még a Pech Merle-i pöttyös lovak körül is.
Egyes barlangrajzokat tanításra használhattak, a tapasztalt vadászok ezek segítségével magyarázták el a vadászat technikáit, és meséltek élményeikről. Élményeiket, álmaikat, kívánságaikat dolgozhatták fel. A modern művészethez hasonló kifejezésmód elméletét elvetették, amikor kiderült, hogy a máig barlangfestményeket készítő természeti népek nyelvében nincs szó a művészetre.

### Lascaux
Ezzel az elmélettel kapcsolatban is voltak kételyek, hiszen vannak olyan barlangok, amelyekben nincs sebzett állat rajza. Új lendületet adott a Lascaux-i barlang felfedezése, mert itt az előzőektől eltérő kutatási eljárást alkalmaztak. Míg a korábbiakban a festményeket egyediségükben vizsgálták, itt a barlangot mint egységet vizsgálták, s ezen belül a festmények elhelyezkedését térképezték fel. Kiderült, hogy az állatképeknek egymásutániságukban van értelmük, és azok nem festett állatok véletlenszerű gyűjteménye. Észrevették, hogy bizonyos állatok sokszor kerülnek egymás társaságába, míg mások soha. A később, több barlangban elvégzett vizsgálat bebizonyította, hogy az állatcsoportok meghatározott rendben követik egymást.
Kiderült, hogy bár a barlangokban nem laktak, mégis hosszú időn keresztül tömegek látogatták őket. A Lascaux-i barlang mennyezetén dárdahegyektől származó véseteket találtak, a kiálló sziklák megkoptak. A festmények karbantartására is vannak bizonyítékok. Mindezeket figyelembe véve megállapítható, hogy a korábbi, a vadászmágiát előtérbe helyező elmélet csak részben igaz. Valószínűleg a barlangrajzok egy, a jégkorszak embere számára ismert, de mára már eltűnt mítosz illusztrációi lehettek, s a barlangok teret adhattak különböző mágikus, vadászattal, termékenységgel kapcsolatos és beavatási szertartásoknak. Ezzel a felfedezéssel a barlangfestmények kutatása új utakra lépett.

### Koruk
Ma csaknem 340, barlangfestményekkel ellátott barlang ismert Spanyolországban és Franciaországban. Kezdetben sokat vitatkoztak a festmények koráról, mivel a sziklafal szennyeződései miatt a kormeghatározás pontatlan volt. Később sikerült a festékekből és a fáklyanyomokból mintát venni, így a kormeghatározás pontosabbá vált. Ezeken a szerves anyagokon szénizotópos kormeghatározást alkalmaztak. Az újonnan talált festmények korát témaválasztásuk, stílusuk is segít behatárolni. Így a Spanyolországban, a Cueva de las Monedas belsejében látható rénszarvasok az utolsó eljegesedés idejére teszik a megalkotást. 2012 óta az urán-tórium kormeghatározást is alkalmazzák, ami pontosabb eredményt ad. A becsült kor a barlangban talált leletekkel is egyeztethető, ami azonban megbízhatatlan, mert több ezer év különbség is lehet.
A legrégibb barlangfestmények Indonéziában, Dél-Celebeszen, a bantimurungi Maros körzetében találhatók a Timpuseng barlangban. Korukat legalább 35 400 évre becsülik. Vaddisznót ábrázolnak. Indonéz és ausztrál tudósok a rajtuk növekvő cseppkövek alapján határozták meg korukat. Stílusában és módszerében más indonéz barlangfestményekre hasonlít. El Castillo barlangjában a Bristol Egyetem kutatói legalább 37 300 éves festményeket találtak, amelyek öt-tízezer évvel idősebbek, mint amelyek korábban Európában ismertté váltak. Ez az időszak egybeesik a Homo sapiens megjelenésével Európában. Koruk miatt néhány tudós azt feltételezi, hogy neandervölgyiek készítették őket.
Európában a legrégibb figuratív ábrázolások több mint 30 000 évesek. Franciaországban a Chauvet barlangban találták őket. Néhány kutató megkérdőjelezte az eredményt, mert szerintük túl finoman kidolgozottak ahhoz, hogy ebből a korból származzanak. A kérdés eldöntésére 2011-ben 80 mintát vizsgáltak meg, amelyek egy részét a fáklyafoltokból, más részét a festményekből vették. Eszerint két periódus különíthető el: a 35 000 éves és a 30 000 éves, és a régebbi a finomabb kidolgozottságú. Úgy látszik, mintha évezredeken át ugyanazokat a képeket átfestették volna. Hasonló stílusúak Románia területén a Coliboaia barlang festményei, amelyek korát 32 000 évre teszik.
Ausztráliában Arnhem-föld fennsíkján 40 000 évvel ezelőtt kihalt megafauna látható; azonban mivel nem vettek mintát, kora csak az ábrázolt állatok kihalásának időpontjával becsülhető. Ennél sokkal pontosabban meg lehetett határozni a Nawarla Gabarnmang szénrajzainak korát, amire 28 000 év jött ki.
Vannak barlangfestmények a bronzkorból is, de a lascaux-i és az altamirai barlangban is látható magdaléni stílus az újkőkor idejére (Kr. e. 10 000) kihalt. Egyes barlangokba évezredeken át visszatértek festeni és a régi képeket felújítani.
Az Ibériai-félszigeten a barlangrajzokat a sziklaművészet váltotta fel. Ilyen alkotások sekély barlangokban és sziklák alatt találhatók. Kevésbé részletes alakzatok, de ugyanannyi ember mint állat jellemzi. A kompozíciók nagyobb csoportokat tartalmaznak. Koruk 10 000-5000 év.

## A barlangfestészet korszakai
Henri Breuil abbé, a paleolitikus művészet első jelentős kutatója a barlangfestészet fejlődését két nagy korszakra osztotta fel, s ezt a felosztást ma is elfogadják. Az ő nagy vonalakban tett időhatár-megállapításait ma radiokarbonos vizsgálatokkal pontosítják. Ezek szerint a két nagy korszak, a périgord-i és a magdaléni iskola meghatározott jegyeket mutat, s ma már inkább iskolát, mint korszakot jelent.

### Périgord-i iskola

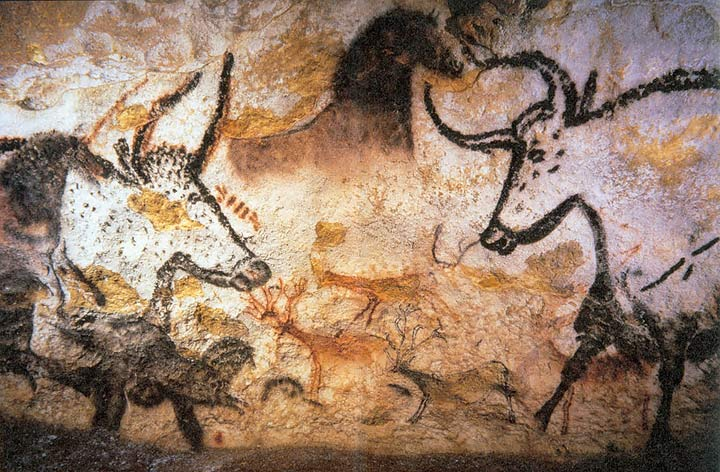
Freskó a Lascaux-i barlangból (Franciaország)

A périgord-i iskola körében mintegy 32 000 éve jelentek meg azok a görbe vonalak, amelyeket az ősember a barlang agyagos talajába húzott az ujjával vagy egyéb eszközzel. Ezekből bontakoztak ki először az állatok körvonalai, amelyek később a barlang falára kerültek. Az ősember előszeretettel hagyta kezének a körvonalait is a falon. Az állatsziluetteket később fekete vagy vörös festékkel töltötték ki. Olykor az állat egyes részeit üresen hagyták. Bár az állatok mozgása természetes, a szarvak csavart perspektívájúak, tehát az állat oldalról, a szarvai szemből láthatók. Ezek a kétszínű festmények találhatók meg Lascaux-i barlangban, amely az iskola  csúcspontját és utolsó szakaszát jelöli.

### Magdaléni iskola
A magdaléni iskola mintegy 17 000 éve alakult ki és kb. az i. e. 10. évezredig létezett. A régibb falfestmények egyszerű fekete körvonalú rajzok, amelyek végül plasztikus képekké fejlődtek, a körvonalakat sötét festékkel töltötték ki. A pontos részletkidolgozás mellett a tér érzékeltetésére is törekedtek, a csavart perspektíva csökkent, és egyre ritkábban fordult elő. A figurák kompozícióvá rendeződtek, megjelentek a szimmetrikus állatcsoportok. Az iskola legismertebb alkotásai az Altamira-barlang és a Niaux-barlang festményei, de a klasszikus korszakot a Rouffignac barlangrajzai képviselik. Később a rajzok egyre stilizáltabbak lettek, végül a művészet dekoratívvá vált.

### Mezolitikum, neolitikum sziklaképei
A középső kőkorszak, megközelítőleg az i. e. 10. évezredtől a 6. évezredig tartó mezolitikum sziklarajzai egyre stilizáltabb formában, a lényegre szorítkozva, csak pár vonással utalnak az ábrázolt tárgyra. Ez az élethűségtől való eltávolodott, jelképes ábrázolás vezetett a képírás apró jeleinek kialakulásához, a folyamat a neolitikum egyre szimbolikusabb barlangrajzai és a képírás fejlődésének kapcsolatában is nyomon követhető.

## Eszközök és technikák

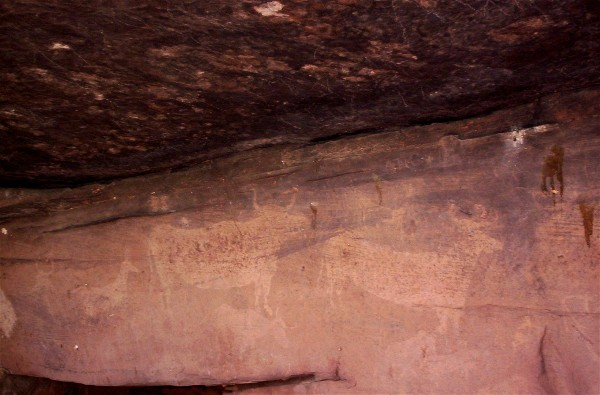
Spanyol barlangfestmény bikákkal

A festmények alkotója az első feltételezések szerint a varázsló lehetett, de a további kutatások megállapították, hogy már akkor létezett egy művészekből álló réteg, amely tagjainak keze nyoma felismerhető a festményeken. Niaux-ban a barlang központi termét, a Fekete szalont egyetlen művész festette ki, míg a melléktermeket, folyosókat a „tanoncokra”, segédekre hagyta.
Az őskori művészek a színeknek meglepően széles palettáját használták, s mindezt a környezetben található anyagok segítségével hozták létre. Festékeik földfestékek voltak: különböző kőzetek, ércek, földpát, okker, vörös föld, a mangán egyik oxidja, vasoxid és faszén adta a nyersanyagot, amelyet dörzsköveken finomra zúztak. Az okkert különböző hőmérsékletre felmelegítve bővítették a palettát. Ezt a porfestéket különböző kötőanyaggal keverték, zsiradékkal, vérrel, növényi nedvekkel, vízzel vagy nyállal. A festéket a legtöbb esetben a csupasz sziklafalra vitték fel, de az alapot olykor kalcittal vagy vékony sárréteggel vonták be. Egyes helyeken állványok és kötelek maradványait találták, amelyek arra utalnak, hogy mások is segítettek a művésznek. Az állatok körvonalait belevésték a sziklába, sőt, vannak olyan barlangok, ahol csak vésetek vannak. Ezért át kellett értékelni a barlangfestmény szót. Ugyanebből az időből származnak szobrocskák is, ezeket az állatfigurákat többnyire csontból faragták, néha kőből. Emellett kis nőszobrok is vannak, amiknek nincs megfelelőjük a barlangfestményeken. A festékeket vegyileg elektronsugár-mikroanalízissel és mikroszondás technikával elemzik.
Dolgoztak vékony és vastag ecsettel, az ujjukkal, párnácskákkal, de a Lascaux-i barlangban például valamilyen kezdetleges festékszóróval a sziklafalra fújták a festéket. Használtak sablonokat is, gyakran a kezük volt a sablon. De nem csak festettek, hanem készítettek vésett vagy finom, karcolt rajzokat is. Ekkor kovakőből készített eszközt használtak. Több barlangban találtak olyan kisebb köveket, amelyekre a művész szinte a készülő festmény vázlatát karcolta fel. De a legkorábbi próbálkozások az ún. makarónik voltak, amikor az ősember az ujjaival a puha agyagba húzott durva vonalakat.

## A barlangrajzok jellemzői

### Rég kihalt állatvilág

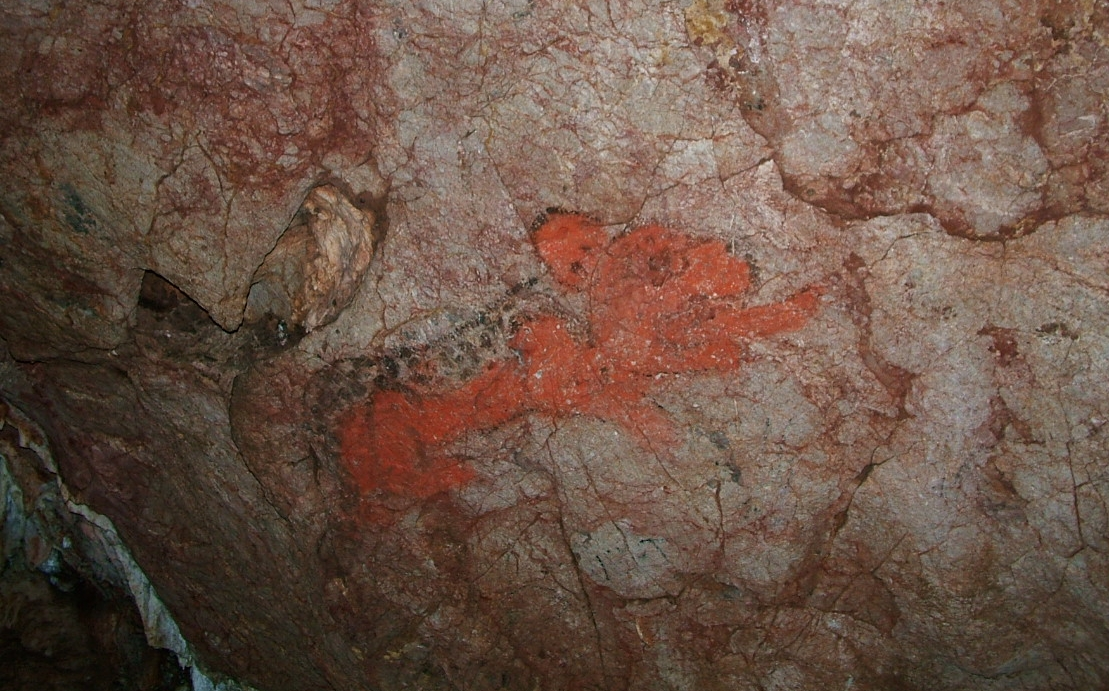
Vörös jaguár (Mexikó, Juxtlahuaca-barlang)

Bármilyen anyagot és technikát választottak is, a tárgyválasztás egységes volt: a vadászható állatok, gyapjas mamutok, barlangi medvék, barlangi oroszlánok, gyapjas orrszarvúak, lovak, bölények, rénszarvasok, kőszáli kecskék, ritkábban madarak és halak jelentek meg a festményeken. Nagyon ritkán ábrázolták a növényeket. Az embereket is csak elvétve, és az állatokhoz képest igen kezdetlegesen örökítették meg. Az arcvonások gyengén kidolgozottak, a testtartás groteszk. Egy elmélet szerint az ember realisztikus ábrázolását tabu tiltotta. De ennek az általánosításnak ellentmondanak a Les Trois Frères-barlangban látható emberi alakok, amelyek az átlagtól eltérően gondosan megrajzoltak. Találhatóak a rajzokon keveréklények, állattestű, emberfejű alakok, akik talán a mitikus ősök lehettek. A művekről szinte teljesen hiányzik az elbeszélő jelleg.
Az állatokat páratlan megfigyelőképességgel, természetes testtartásukban ábrázolták. Az Altamira-barlang festményeinek felfedezésekor először az ugró, porban hempergő és fekvő bölényeket látta meg Maria, Marcelino de Sautuola régész kislánya. A realisztikus állatábrázolás legjellegzetesebb példája a Niaux-barlang szakállas lova, de ugyanígy említhetnénk a Lascaux-barlang képfrízét, amely a legnagyobb a maga nemében, és őstulkokat, lovakat, szarvasokat ábrázol.
A vadászmágia elméletének némileg ellentmond, hogy nem mindig találhatók meg az ábrázolt állatok maradványai a barlangban. Például Lascaux-ban többnyire lóféléket ábrázoltak, de a legtöbb csont rénszarvastól származik.
A kézlenyomatok nyitott tenyérről készültek. A tenyeret körülfújták festékkel. A kézlenyomat gyakran csonka, egy ujj részben vagy egészen hiányzik; erre több magyarázatot is adtak. Hiányozhatott egy ujj vagy egy ujj darabja, de közölhettek üzenetet is ezen a módon, egy vagy több ujj behajlításával, ahogy az például a Gargasban vagy a Maltravieso-barlangban látható. Lengyelországban az Obłazowa barlangban több izolált ujjpercet találtak, ami rituális csonkításra utal. A kézlenyomatokat sokszor tovább díszítették folytonos vagy szaggatott vonalakkal. A kézlenyomatok gyakoriak, és hasonló formában találhatók meg Európában, Kelet-Ázsiában és Dél-Amerikában. Vannak barlangok, ahol a barlangfestmények egyetlen formája.

### Aránytalanság és szuperpozíció
Az állat- és emberábrázolások mellett szép számmal találtak a kutatók közelebbről be nem határolható értelmű jeleket, színes pettyeket, köröket, kéznyomatokat, nemi szervek ábrázolását (főleg nőit), kunyhóformákat, geometrikus rajzolatokat, de ezeknek a jelentése homályos.
Mint ahogy a növényzetet csak elvétve örökítették meg, ugyanígy ritkán és kezdetlegesen ábrázolták a hátteret, a környezetet. A sziklafal domborulatait olykor kihasználták a talaj vonalának érzékeltetésére, vagy például a Lascaux-i barlangban az úszó szarvascsapat alatt a sziklafal „fodrozódása” érzékelteti a vizet. Az állatok méreteinek arányaira sem voltak tekintettel. A bölény és a kőszáli kecske esetleg ugyanolyan méretű, de lehet, hogy a bölény sokkal kisebb. A művészek még olyankor is figyelmen kívül hagyták az arányokat, ha az állatábrázolások egyszerre készültek el.
Gyakran egymásra festették az állatokat (szuperpozíció), vagy régebbi alkotásokra, amelyeket nem tüntettek el. Az egymásra került karcolt vagy festett képeknél általában könnyű megállapítani bizonyos időrendiséget. A vizsgálatokból a kutatók azt a következtetést vonták le, hogy a vonalrajzos festmények keletkezése után a magdaléni festészet csúcspontját a többszínű festmények jelentik.

## A barlangi művészet hanyatlása

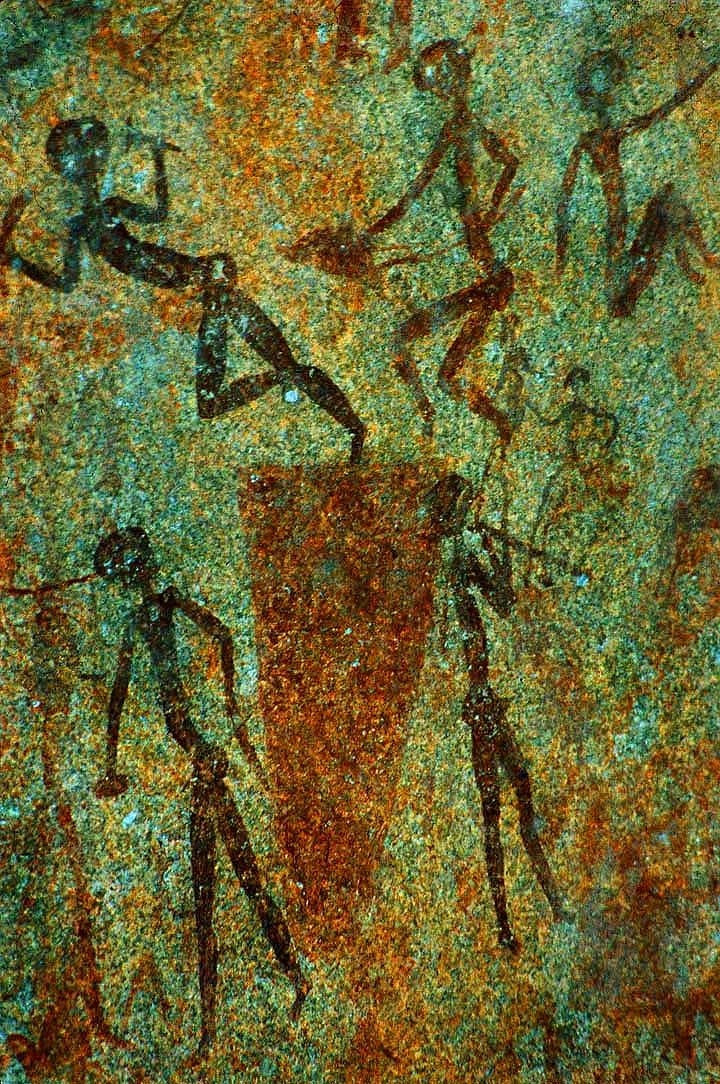
Busman sziklarajz, Zimbabwe

Az i. e. 10. évezred körül Európa éghajlata lassan megváltozott, enyhébb, nedvesebb lett, alkalmas a növénytermesztésre. Kihaltak vagy északabbra húzódtak azok az állatok, amelyek a barlangi művészet népeinek a zsákmányát jelentették, helyettük megnőtt a vaddisznó és a szarvas vadászati jelentősége. De a táplálkozásban megnőtt a növények jelentősége is, és ez oda vezetett, hogy a vadászó társadalmat felváltotta a növénytermesztő társadalom. A barlangrajzok kultikus szerepe lassan csökkent, majd teljesen eltűnt, feledésbe merült, s vele együtt feledésbe merültek az egykor szent helyként tisztelt barlangok is.
De a barlangrajzok művészete tovább folytatódott immáron sziklákon, sziklaereszekben. I. e. 5. évezred körül jelentek meg Spanyolország földközi-tengeri partvidékén azok a sziklarajzok, amelyeknek témája legtöbbször szintén a vadászat körül forgott, de már más hangsúllyal. Ezeken a festményeken az ember a főszereplő, a rajzok vadászjelenetek, amelyek a barlangrajzoktól eltérően elbeszélő jellegűek, s a komolyságot felváltotta a csevegő könnyedség. Ilyen és hasonló sziklarajzok találhatóak Afrikában, Ausztráliában és a világ más tájain is.

## Barlangrajzok és sziklarajzok jelentősebb lelőhelyei
Afrika
- Kharga-oázis

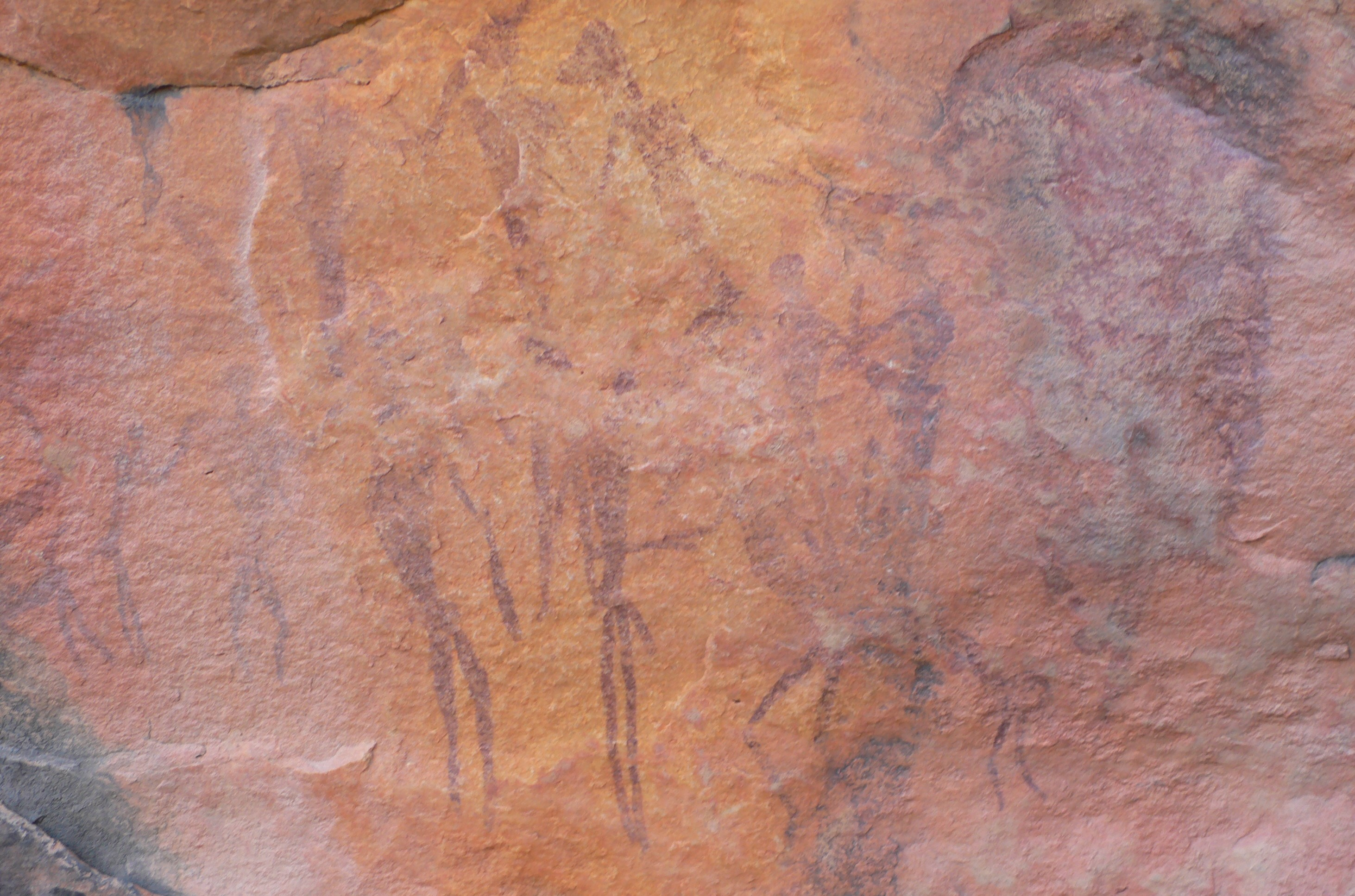
Szan sziklafestmény, Nyugat-Fokföld, Dél-afrikai Köztársaság

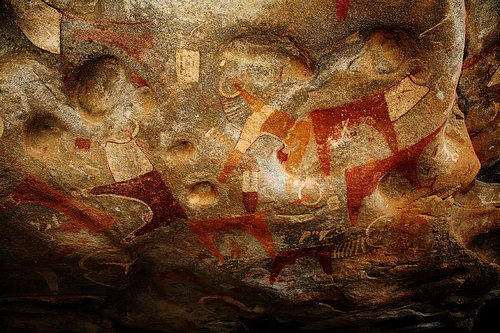
A Laas Geel barlangfestménye Szomáliföld északi részén

- uKhahlamba / Drakensberg Park, Dél-Afrika, 8000-3000 évesek. Alkotóik a szanok, embereket és állatokat ábrázolnak. Vallási jelentőséget tulajdonítanak nekik.[25]
- Apollo 11 barlang, Namíbia, 23 000-25 000 évvel időszámításunk előtt.[26]
- Laas Geel, Hargeysa külterülete, Szomália. A legrégebbiek 5000 évesek, vadakat és pásztorokat ábrázolnak állataikkal. Francia régészek fedezték fel 2002-ben.[27]
- Dhambalin, Szomália. A legrégibb lovas vadász ábrázolás. Etióp-arab stílusú, Kr. e. 3000 és 1000 között keletkezett.[28][29]
- Ókori ábrázolások Las Khorey és El Ayo között, Karinhegane, igazi és mitikus állatábrázolások, feliratokkal. Becsült koruk 2500 év.[30][31] Etióp-arab stílusúak.
- Gelweita, 30 km-re Las Khoreytól.[32][33] Around 25 miles from Las Khorey is found Gelweita, another key rock art site.[31]
- Dorra és Balho, Dzsibuti. Antilopokat és zsiráfot ábrázol.[34]
- Akakusz, Mesak Settafet és Tadrart, Líbia
- Aïr-hegység, Niger
- Tibeszti, Csád
- Az Úszók barlangja Délkelet-Egyiptomban, Líbia határánál, sivatagos területen, amit Almássy László fedezett fel 1933-ban. Embereket ábrázol sematikusan és zsiráfokat, vízilovat. Korát 10 000 évre becslik.[35]
- Az Úszók barlangja közelében található a Vadak barlangja. Az újkőkor hajnalán, 7000 évvel ezelőtt keletkeztek.[36]

Algéria

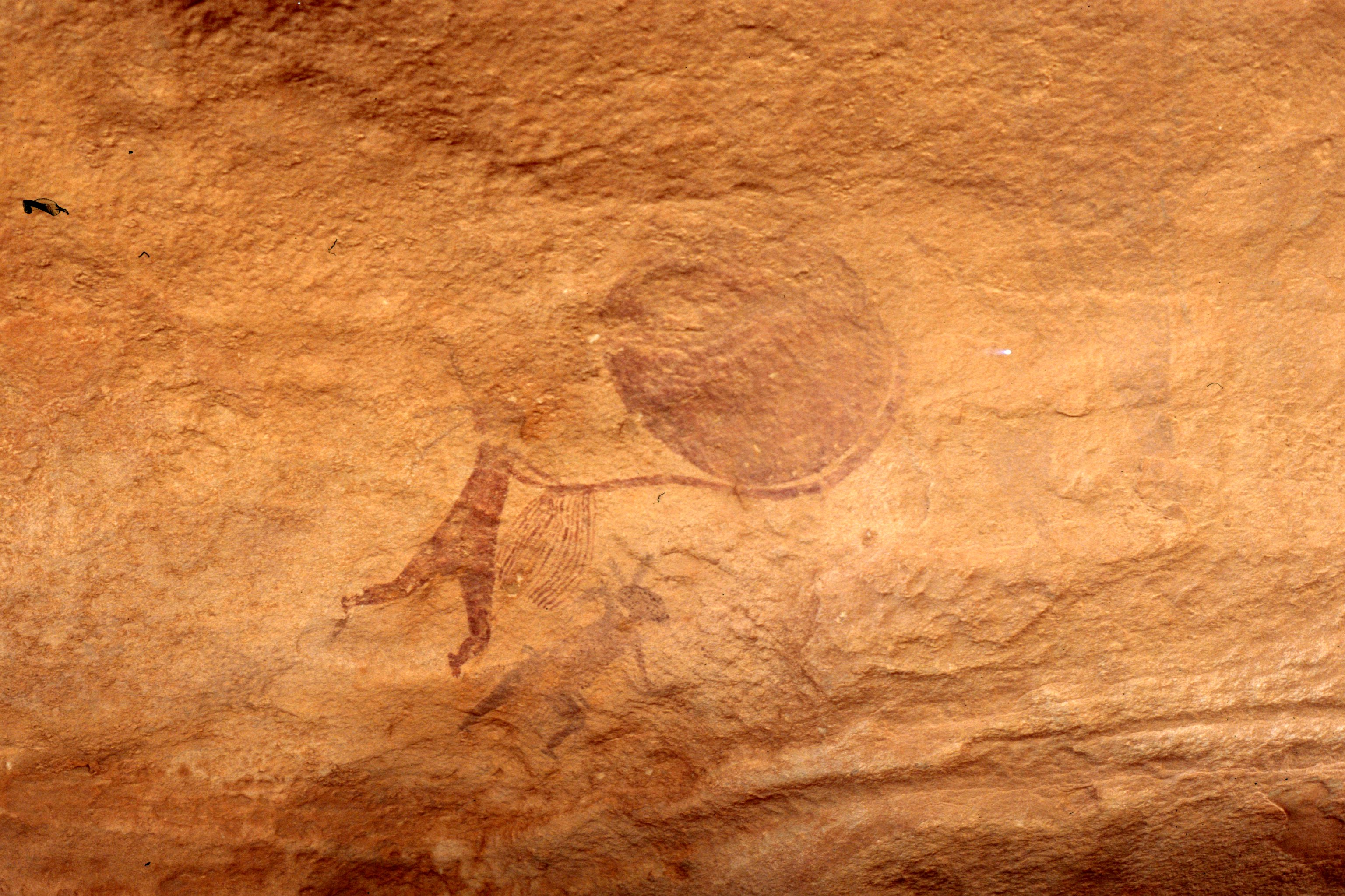
Barlangfestmény a Taszilin-Ádzsernél (Algéria)

- Taszilin-Ádzser – több mint 15 000 barlangfestmény, amelyek 12 000–8000 évesek; 1850-ben fedezték fel; a fennsík 1982 óta a világörökség része.[37]
- Illizi Djanet mellett – elefántok, zsiráfok és krokodilok ábrázolása
- Ahaggar-hegység
- Sefar
- Tadrat
- Tamrit
- Oued de Lechou

Argentína
- Cueva de las Manos

Ausztrália
- Ayers Rock

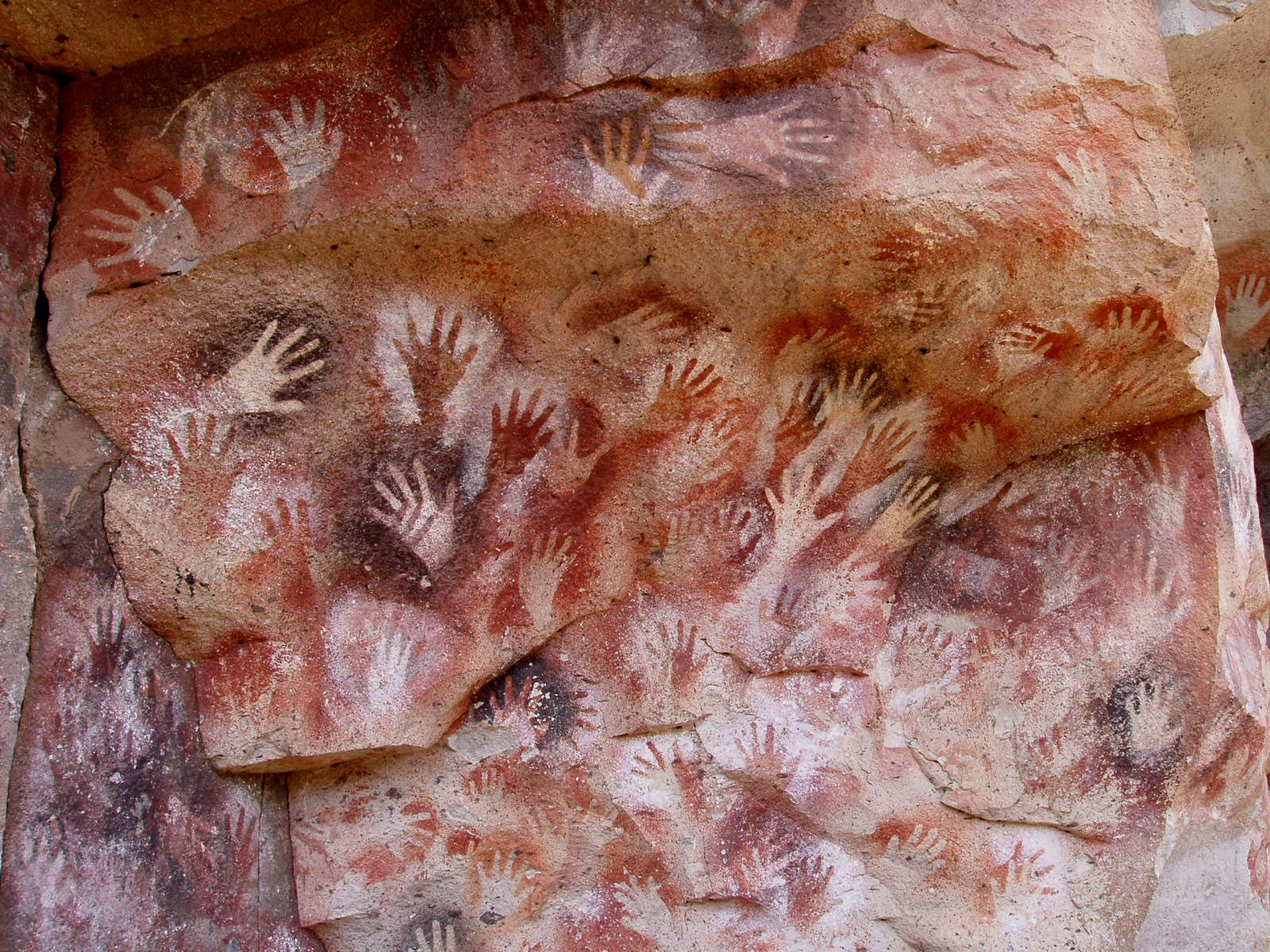
Cueva de las Manos, Argentína

- Kakadu Nemzeti Park. A készítők kedvelték az okkert, ami nem szerves, így a képek korát csak becsülni lehet, hacsak nem keveredett szerves anyag a festékbe, vagy nem találtak fáklyafoltokat.[8]
- A nagyobb északnyugati félszigeten fellelt vörös okker festmények kinyújtott nyakú, emuszerű madarakat ábrázolnak. Ezeket genyornisokként határozták meg, amely faj 40 000 évvel ezelőtt kihalt. Azonban mivel ennek pontos időpontja nem ismert, nem sikerült a rajzok pontos korát sem meghatározni.[18]
- A Hook-szigeten számtalan, a ngaro hajósnép által készített barlangfestményt találtak.[38]

Azerbajdzsán
- Qobustani sziklarajzok

Bulgária
- Magura-barlang

Dél-Amerika
- Brazília északkeleti részén nemzetik parkot hoztak létre történelem előtti barlangfestmények és más műalkotások védelmére. A Serra da Capivara Nemzeti Park 1991 óta a világörökség része. Legismertebb helye a Pedra Furada. São Raimundo Nonato, São João do Piauí, Coronel José Dias és Canto do Buriti municípiumok körzetébe tartozik. Területe 1291,4 négyzetkilométer. Amerikában itt a legsűrűbbek a barlangfestmények. Tudományos kutatások is megerősítették, hogy a történelem előtti időkben a hegység sűrűn lakott hely volt.
- Cueva de las Manos (Kezek barlangja): Argentína Santa Cruz tartományában, 163 kilométerre Perito Moreno városától, a Francisco P. Moreno Nemzeti Parkban. A kéznyomok nagy része negatív. Emellett emberek, guanakók, rheák, macskafélék és más állatok, geometriai alakzatok, a Nap reprezentációi, cikkcakkok, és vadászjelenetek. A mennyezeten piros festéknyomok, amik a felhajított vadászbolák nyomai. Piros, fehér, sárga és fekete színeket használtak. A negatív kézlenyomatok Kr. e. 550 körülről, a pozitív kézlenyomatok Kr. e. 180 körülről származnak. A vadászjelenetek jóval régebbiek, több mint 10 000 évesek.[39]

Délkelet-Ázsia
- Thaiföldön, a thai-burma határon, Közép-Thaiföldön Petchabun Range területén és Nakorn Sawan tartományban, a Mekong folyóval szemben a barlangok barlangfestmények galériáit tartalmazzák.
- Malajziában, Perakban, Gua Tambunban vannak a legrégibb festmények, és a Niah Caves Nemzeti Parkban a Festett-barlang 1200 éves. Ivor Hugh Norman Evans az 1920-as években járt Malajziában, és látta, hogy néhány törzs, különösen negritók barlangfestményeket készítenek, amiken modern objektumok, például autók is szerepelnek.[40]
- Indonéziában, Celebesz szigetén a Maros barlangjai híresek kézlenyomataikról. 2014-ben 40 000 évre datálták őket. Maxime Aubert, a Griffith Egyetem munkatársa Queensland-ben (Ausztrália) szerint ezek a legrégebbi kézlenyomatok. A közelben a disznóábrázolások 35 400 évesek, az egyik legrégibb figurális ábrázolások.[41][42]
- Kalimantan Sangkulirang területén 30 barlangot 1500 barlangfestmény díszít. Elemzések szerint 10 000 évesek.[43][44]
- Burmában a Padah-Lin-barlang kőeszközöket és 11 000 éves barlangfestményeket tartalmaz.
- A Fülöp-szigeteken, a Tabon-barlangban egy cápa vésetét részben takarja egy temetési jelenet.

Egyesült Királyság

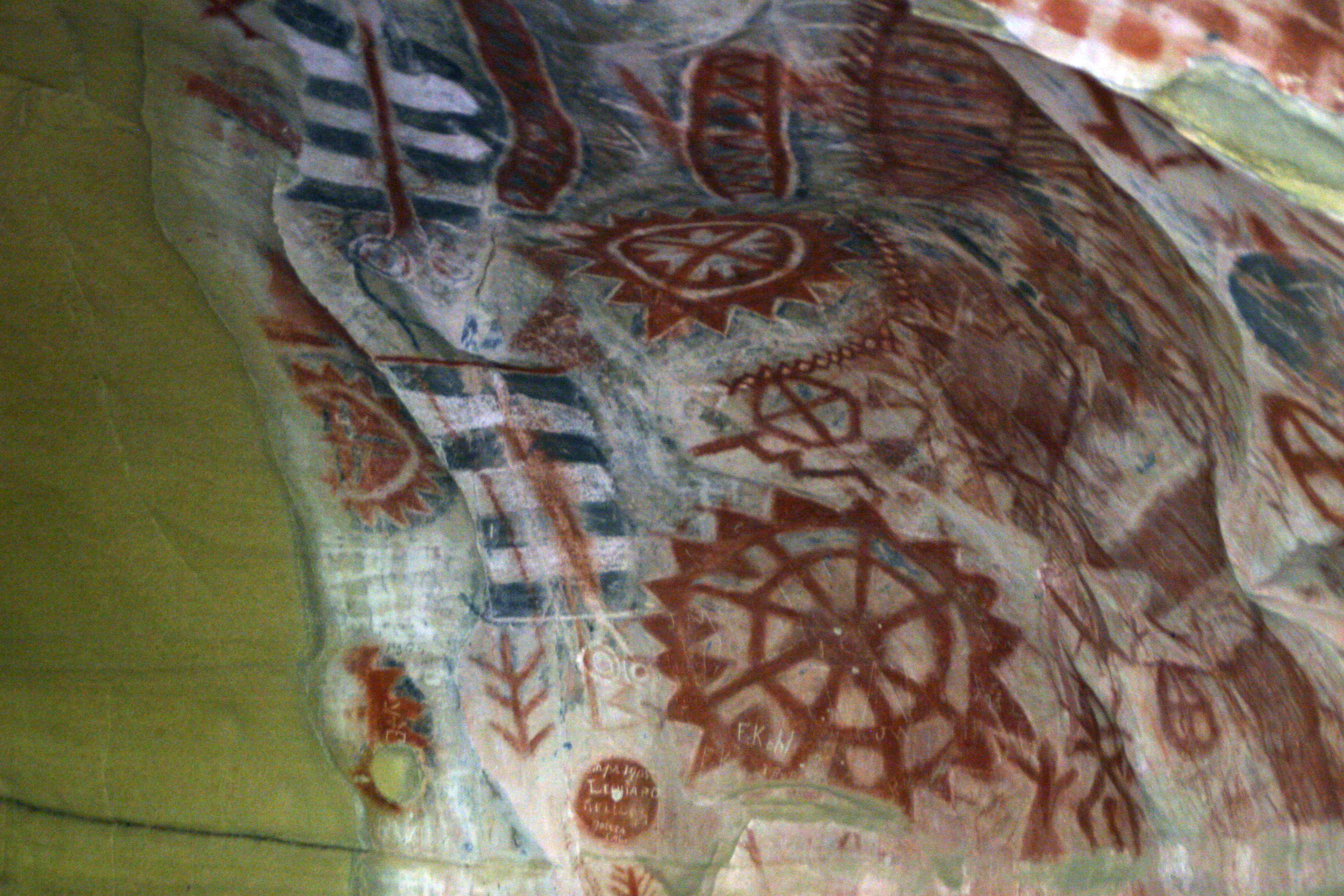
Csumas barlangfestmény Santa Barbara megye, Kalifornia

- Creswell Crags, Nottinghamshire, felfedezve 2003-ban.

Észak-Amerika
- Félszigetek középső területein: Baja California délen, és Baja California Sur északon. Emberek, tengeri és szárazföldi állatok, geometrikus alakzatok. A legtöbbet hegyláncok rejtik, de sziklafalon is van néhány. A legfiatalabbak 7500 évesek.
- A csumasok festményei láthatók a mai Dél-Kalifornia Santa Barbara, Ventura, és San Luis megyéiben. A Burro Flats Painted Cave és a Chumash Painted Cave State Historic Park számos jól kidolgozott képet tartalmaz.
- Az Amerikai Egyesült Államok délkeleti részén indián piktogramok láthatók barlangokban. Tennessee államban a Cumberland Plateau területén 6000 éves barlangfestményeket is találtak.[45]

Finnország
- Astuvansalmi, Saimaa vidékén, sziklafestmények

Franciaország

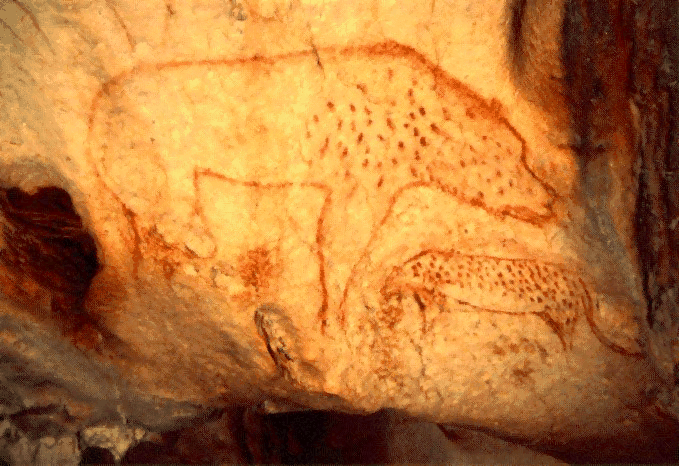
éves barlangi hiéna a Chauvet-barlangban, Franciaország

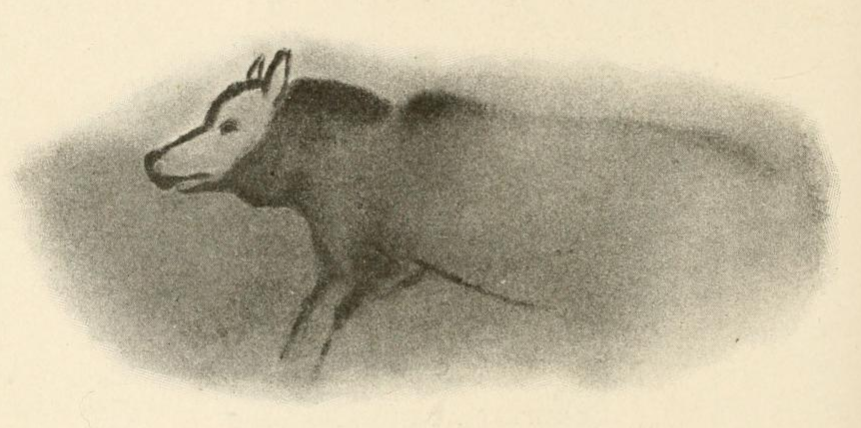
Szürke farkas, Font-de-Gaume, Franciaország

- Lascaux barlangjai: Lascaux, Montignac, Dordogne – 17 000–10 000 éves, felfedezve 1940-ben.
- Cussac (Cantal), Dordogne – kb. 28 000 éves barlangrajzok, 2000. szeptember 30-án fedezte fel Marc Delluc.
- Cellier, Dordogne
- Castanet, Dordogne
- Ariège, Niaux, a Pireneusok barlangjai – kb. 13 000–14 000 éves, kutatva 1906 óta.
- La Marche, Lussac-les-Châteaux közelében
- Pech Merle – kb. 20 000 éves barlangfestményeit 1922-ben fedezték fel.
- Gargas (Abris Gargas), Hautes-Pyrénées – kb. 25 000 éves festmények, 1902-ben fedezték fel.
- Pair-non-Pair
- La Mouthe
- Gabillou
- Niaux-barlang – Toulouse-tól délre, Tarascon sur-Ariege közelében
- Font-de-Gaume
- Arcy-sur-Cure, Yonne – állatábrázolások; felfedezve 1990-ben
- Rouffignac-barlang: 1575-ben fedezte fel François de Belleforest. A barlangban több mint 13 000 éves metszetek láthatók, több mint 250 darab.
- Chauvet-barlang az Ardech-hegységben, Pont d’Arc kőhídhoz közel, az Ardèche folyó völgyében – több mint 300 falikép, 33 000–30 000 évesek, így az ismert legidősebb barlangfestmények a világon; 1994-ben fedezte fel Jean-Marie Chauvet; több mint 400 állatábrázolás.
- Henry Cosquer-barlang Marseille mellett – kora 27 000–19 000 év, 1994-ben Henry Cosquer fedezte fel; a bejárat 37 méterrel a tenger felszíne alatt található; borjúfóka, halak és nagy tengeri madarak ábrázolása.
- Grotte de Cussac
- Pech Merle, Cabrerets közelében
- Les Combarelles, Les Eyzies de Tayac, Dordogne-ban
- Chauvet-barlang, Vallon-Pont-d'Arc közelében
- Niaux barlangja
- Cosquer-barlang, Marseille közelében, tengerszint alatti bejárattal
- Font-de-Gaume, Dordogne-völgy
- Gargas barlangja

India

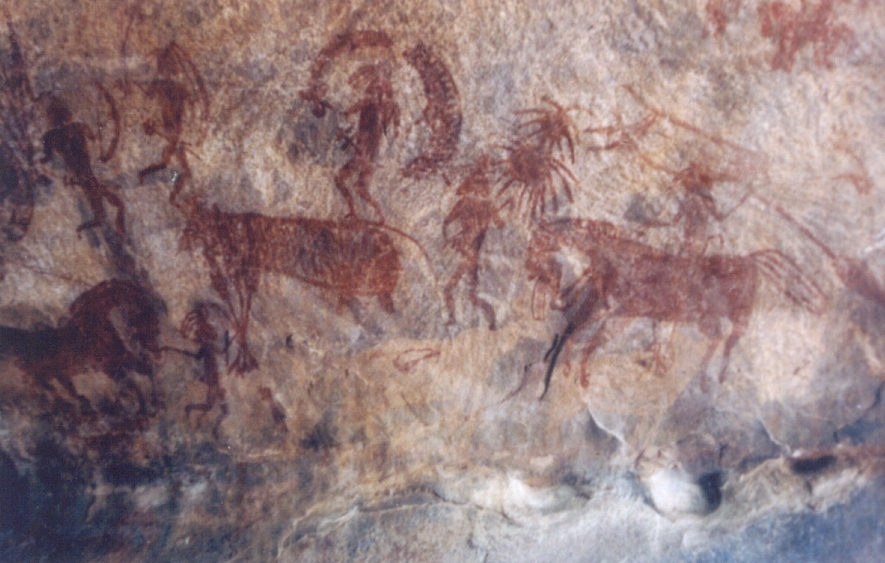
Bhimbetka sziklafestmény, India

- Bhimbetka barlangjaiból származnak az ember első életjelei Indiában. Ezeket a barlangokat mintegy 100 000 éven keresztül lakták. A legkorábbi barlangfestmények 30 000 évvel ezelőttről származnak. A legújabb képek geometrikusak, és a középkorban készültek. A legtöbbet használt színek a piros és a fehér, de zöldet és sárgát is használtak. Az állatok mellett az emberek életét is megörökítették, születés, temetés, közös lakomák tánccal és ivással, vallási rítusok.[46]

Kazahsztán
- Tamgali barlangrajzai – 2004 óta a világörökség része.

Kelet-Ázsia
- Khoit Tsenkher barlang, Mongólia. A falakat egészen a mennyezetig szimbólumok és állatok borítják.[47] Szarvasok, bivalyok, ibexek, tulkok, oroszlánok, Argali-juhok, antilopok, tevék, elefántok, struccok, és más állatok, gyakran egymást átfedve. Színei barna és piros. Ehhez hasonló világszerte található, de Mongóliában ez az egyetlen ismert példa.

Magyarország
- Tatár-árki-barlang. 2002-ben ismeretlen eredetű és korú sziklaarcokat, sziklakarcokat és faragásokat fedeztek fel benne.

Mexikó
- A Sierra de San Francisco sziklarajzai (Déli-Alsó-Kalifornia)

Portugália
- A Côa völgye – több ezer ábra a Côa folyó partoldalaiban, őstulkok, lovak és kőszáli kecskék a korai kőkorból, több mint 17 km hosszan; 1998 óta a világörökség része.

Románia
- Peștera Coliboaia[48]

Oroszország
- Kapova és Ignatyevka barlangjai az Urálban – kb. 16 000 évesek.

Svédország
- Tanum sziklafestményei – 1994 óta a Világörökség része.

Spanyolország

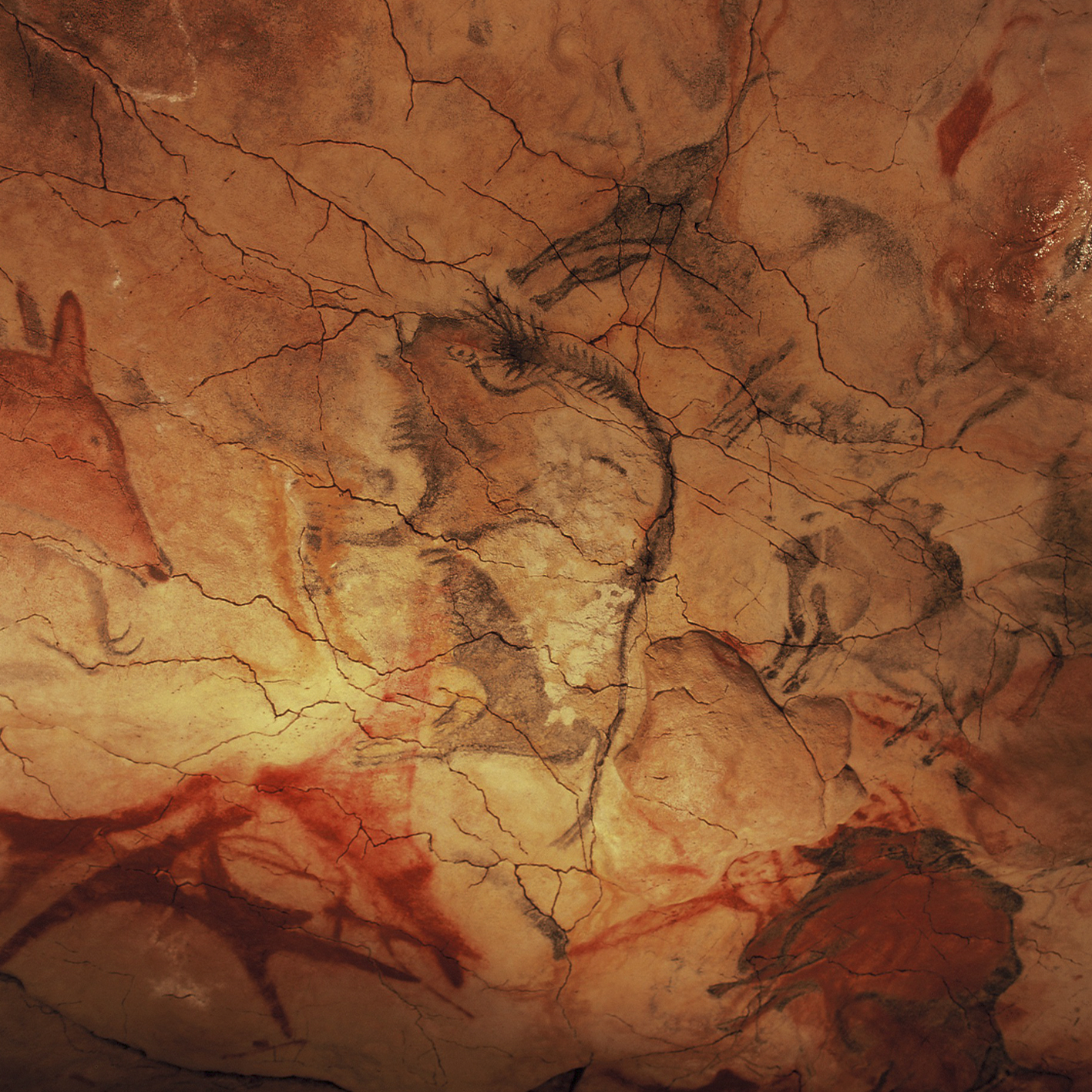
Altamira-barlang Észak-Spanyolországban

- Altamira-barlang, Santillana del Mar barlangjai, Kantábria – több mint 150 falikép, amelyek 14 000–16 000 évesek; felfedezve 1868-ban. A tudósok eleinte nem akarták elhinni. Azóta számos felfedezés támogatja eredetiségüket, és a késő kőkor festményei iránt is felkeltette az érdeklődést.
- Ekain és Altxerri barlangja San Sebastián mellett
- El Castillo barlangja

## Fordítás
- Ez a szócikk részben vagy egészben  a   Cave painting című angol Wikipédia-szócikk ezen változatának fordításán alapul.  Az eredeti cikk szerkesztőit annak laptörténete sorolja fel. Ez a jelzés csupán a megfogalmazás eredetét és a szerzői jogokat jelzi, nem szolgál a cikkben szereplő információk forrásmegjelöléseként.
- Ez a szócikk részben vagy egészben  a   Höhlenmalerei című német Wikipédia-szócikk ezen változatának fordításán alapul.  Az eredeti cikk szerkesztőit annak laptörténete sorolja fel. Ez a jelzés csupán a megfogalmazás eredetét és a szerzői jogokat jelzi, nem szolgál a cikkben szereplő információk forrásmegjelöléseként.